# Karl XIV Johan của Thụy Điển
Karl XIV Johan, tên khai sinh: Jean-Baptiste Bernadotte, về sau là Jean-Baptiste Jules Bernadotte (26 tháng 1 năm 1763 – 8 tháng 3 năm 1844), con trai thứ hai của luật sư Henri nhà Bernadotte, là Quốc vương Thụy Điển và Na Uy với các tước hiệu theo tiếng Thụy Điển là Karl XIV Johan và tiếng Na Uy là Karl III Johan từ năm 1818 đến khi băng hà. Sau khi lên ngôi hoàng đế, Napoleon đã phong Jean-Baptiste cùng 17 người khác làm Thống chế Pháp và đến năm 1805, ông được trao tước vị Thân vương xứ Pontecorvo. Năm 1810, ông được Napoleon thu xếp để trở thành người thừa kế của Karl XIII của Thụy Điển, đây là dấu mốc quan trọng để Vương tộc Bernadotte ra đời và trị vị Vương quốc Thụy Điển cho đến tận ngày nay.
Dù sinh ra tại nước Pháp, nhưng ông luôn bộc lộc tính cách khác hẳn với những người Pháp đương thời. Ông được cha đặt tên là Jean-Baptiste để phân biệt với người anh cả, Nam tước Jean-Évangeliste Bernadotte. Sau khi cha mất năm 1780, ông gia nhập quân ngũ và phục vụ cho trung đoàn 60 của Pháp. Theo ký ức của những người lính dưới quyền ông, Jean-Baptiste Jules Bernadotte là một người đàn ông cao lớn, đẹp trai: "ông cao 5 feet, tóc đen, lông mày rậm, mắt nâu, mũi dài và nhọn, miệng nhỏ với đôi môi mỏng, cằm khuôn mặt tròn ngắn xung quanh và toàn thân, trán hẹp với hai vết sẹo, một ở giữa, một bên trên lông mày, gây ra bởi một viên đá nhỏ ". Ông còn được gọi là Belle-Jambe (Chân đẹp) do vẻ ngoài của mình.

## Binh nghiệp

Jean-Baptiste-Jules Bernadotte khi là trung úy của quân đoàn bộ binh chiến tuyến số 36 năm 1792.

Bernadotte sinh ra tại tỉnh Pau, Tây Nam nước Pháp. Thời trẻ, ông đã có một sự nghiệp phụng sự lâu dài trong quân đội Pháp. Ông từng sống tại đảo Corsica ba năm, chăm sóc sức khỏe tại quê nhà một năm (1784 - 1785) trước khi chính thức gia nhập quân đội. Bernadotte cùng quân đoàn của mình di chuyển đến các nơi đồn trú khác nhau như Grenoble, Vienne, Marseille và Saint-Martin-de-Ré. Ông được thăng dần từ hạ sĩ lên trung sĩ vào năm 1786 - 1788, phục vụ các sĩ quan trong các trận chiến. Sự nghiệp của ông bị chững lại bởi Cách mạng Pháp, nhưng lại được tiếp tục sau khi cứu viên tướng Pháp Marquis d'Ambert bị mắc kẹt trong một cuộc bạo loạn. Ngày 1/5/1792, ông được cử làm trung úy, quản lý quân đoàn 36 ở Brittany. Ít lâu sau, khi được giao quản lý các trung đoàn Pháp đang nghỉ ngơi ở thị trấn Lambesc gần Marseille, Bernadotte đã dùng tài hùng biện để góp phần ngăn chặn thành công cuộc nổi loạn của các sĩ quan. Lúc đến Marseille, ông đã vay nợ của một phú thương là François Clary (cha vợ tương lai của ông). Về sau, khi đã trả hết nợ, ông được coi như người thân trong gia đinh Clary, và cưới luôn tiểu thư mới 12 tuổi Désirée.
Khi cách mạng Pháp đến hồi cao trào, ông kéo quân qua đóng sâu ở Rhenarmén và chiến đấu hết mình vì sự nghiệp. Chiến đấu ở Speier và Mainz năm 1793, ông được thăng làm đội trưởng, đến năm 1794 thì được thăng làm lữ đoàn trưởng, chỉ huy các quân đoàn đánh các trận lớn: trận Landrecies, Prémont và tại trận chiến Fleurus, ông chiến đấu rất dũng cảm và kiên cường, được tướng Jean Baptiste Kleber yêu cầu Thống soái Napoleon thăng làm Chuẩn tướng
Giữa năm 1795 và 1796, Bernadotte tiếp tục cùng quân Pháp đánh thắng quân địch nhiều trận lớn, mở rộng đất đai của Pháp. Tài chỉ huy quân sự của ông được kiểm chứng khi dẫn quân đoàn sang Ý hỗ trợ Napoleon trong chiến dịch chống quân Áo, cuộc trường chinh đầy gian khổ vượt dãy Alp, quá trình di chuyển từ Tagliamento và cuộc chinh phục Gradisca. Về sau, Bernadotte bất đồng với các chỉ huy Pháp và nhất là bất đồng lớn với Napoleon - một người có tham vọng thống lĩnh toàn Đế chế hơn hướng đến tư tưởng dân chủ như Bernadotte. Tại trận Theiningen (1796), Bernadotte đã đem quân tấn công quân Áo ở sông Rhine, nhưng do tương quan lực lượng quá chênh lệch nên bị đạo quân của Thái tử Charles của nước Áo đánh tan, phải lui quân.
Đầu năm 1797, hội đồng Đốc chính cử ông đưa 2 vạn quân qua tiếp viện cho Napoleon tại Ý. Bernadotte dẫn quân vượt thành công qua dãy Alp và được lòng cảm phục của quân lính (dù bị kẻ thù là người Ý đối xử lạnh lùng), vì thế uy tín của ông được nâng cao. Sau khi hứng chịu sự sỉ nhục từ Dominique Martin Dupuychỉ huy trưởng của Milan, Bernadotte đã bắt giữ ông vì bất phục tùng. Tuy nhiên, Dupuy là một người bạn thân thiết của Louis Alexandre Berthier và điều này bắt đầu một mối thù lâu dài giữa Bernadotte và Tổng chỉ huy Berthier của Napoleon.
Bernadotte đã có cuộc nói chuyện với vị Chỉ huy tối cao Napoleon ở Mantua (Ý) và được Napoleon bổ nhiệm làm chỉ huy Quân đoàn 4. Đến tháng 9/1797 (tháng Fructidor theo lịch Cộng hòa Pháp), một nhóm các sĩ quan bất mãn với chính quyền đã có âm mưu tổ chức cuộc họp để kiến nghị Quốc hội Pháp để thông qua Hiến pháp năm thứ 5 theo lịch Cộng hòa Pháp (Bernadotte không tham gia) nhằm đảo chính, nhưng thất bại. Sau sự kiện Fructidor, Bernadotte theo lệnh Napoleon đã thu thập các thông tin của vụ đảo chính, nhưng ông đã không đem về trình chủ tướng.

## Quản lý và chính trị
Sau khi hiệp ước Campo Formio được ký kết giữa Napoleon với Hoàng đế Áo Francis II, Napoleon đã cử tướng Bernadotte làm thống đốc ở Friuli–Venezia Giulia và các khu vực khối Veneto theo tinh thần của hiệp ước. Ngày 17/10/1797, ông được lệnh trở về Pháp. Tháng 1/1798, Paul Barras, một trong 5 "đạo diễn" của cuộc đảo chính Fructidor, bị Napoleon nghi ngờ sẽ lật đổ nền Cộng hoà, nên vị Tổng tài Pháp đã mật cử Bernadotte làm chỉ huy trưởng quân đội Ý để hỗ trợ cho mẫu quốc. Bernadotte hài lòng về công việc này nhưng chỉ ít lâu sau, Napoleon đã vận động Ngoại trưởng Pháp là Charles-Maurice de Talleyrand-Périgord (1797 - 1799) bổ nhiệm ông làm đại sứ tại Wien, thủ đô của Đế quốc Áo. Ông rời khỏi nhiệm sở vào tháng 4/1797, sau khi đã diễn ra cuộc khởi nghĩa của nhân dân Áo nhằm lật đổ sự thống trị của người Pháp ở đây.
Sau khi trở về nước, ông cưới vợ là bà Desiree Clary vào tháng 8/1798 và bà này từng là vợ chưa cưới của Tổng tài Napoleon. Việc kết hôn do đó tạo ra một mức độ nào một mối quan hệ giữa gia đình Bonaparte và Bernadotte.
Trong tháng 11 năm đó, Bernadotte được cử chỉ huy quân đội đi trinh sát ở 1 góc trên sông Rhine. Mặc dù muốn "lấy lòng" Barras và Joseph Bonaparte (anh trai của Napoleon), ông không tham gia vào các cuộc đảo chính ngày 30 tháng Prairial . Đầu tháng 7/1798, Bernadotte làm Bộ trưởng Chiến tranh Pháp và thực hiện việc cải cách quân đội Pháp một cách xuất sắc. Nhưng đến ngày 14/9, ông vướng vào một cuộc đảo chính do Sieyes cầm đầu và bị cách chức, tức chỉ một thời gian ngắn sau khi Napoleon trở về từ Ai Cập và thực hiện các cuộc đảo chính vào ngày 18 và 19 tháng Brumaire năm VIII (tháng 9 - 11/1799). Một viên chức thân cận với Napoleon kêu gọi Bernadotte tự làm cuộc đảo chính để ủng hộ vị Tổng tài, nhưng ông từ chối và tuyên thệ trung thành với chính quyền. Từ 1799 - 1800, ông làm việc ở các lãnh sự quán một số nước; từ tháng 4/1800 đến 18/8/1801 thì ông được cử về Vendée để giữ yên vùng đất này.

## Âm mưu của Rennes/Plot of Placards and Thống đốc Louisiana
Nỗi bất mãn với Napoleon của ông ngày càng tăng dần, đỉnh điểm là khi Napoleon làm Hoàng đế Pháp (1804). Mùa hè năm 1802, Bernadotte lãnh đạo một nhóm quân nhân ở Brittany nổi dậy chống Hoàng đế vì tình cảnh bi đát của binh lính Pháp khi đến Tây Ấn, nơi mà người ta cho rằng hầu hết người châu Âu đã chết vì sốt vàng da. Cuộc nổi loạn lên tới cao trào khi Bernadotte dọa bắn chết vị Hoàng đế, nhưng ông đã khôn ngoan lùi lại sau khi Joseph Bonaparte, anh trai "với tư cách pháp lý" của Bernadotte, thuyết phục thành công em trai của ông rằng không có bằng chứng trực tiếp liên kết Bernadotte với âm mưu đảo chính. Tướng Bernadotte được Hoàng đế cử làm tướng trấn giữ vùng Plombières-les-Bains.
Tháng 9/1802, Bernadotte được Napoleon I dự kiến cử làm Thống đốc vùng Louisiana, vùng mà Pháp chiếm từ thế kỷ XVII - XVIII làm thuộc địa. Khi ông chuẩn bị đáp tàu sang nhậm chức, Tổng thống Mỹ Thomas Jefferson đã cử Monroe sang thỏa thuận việc mua bán Louisiana. Tuy nhiên, do bị Anh đe dọa gây chiến tranh, cộng thêm việc quân đội Pháp khá mệt mỏi sau đàn áp thành công cuộc khởi nghĩa của nô lệ Haiti do Toussaint Louverture lãnh đạo, cùng sức ép của anh trai Joseph Bonaparte (có Bernadotte hậu thuẫn); Napoleon I phải nhượng bộ, nhưng không dùng Bernadotte trong một năm trời.

## Nguyên soái của đế quốc Pháp
Năm 1804, Napoleon làm Hoàng đế, hiệu là Napoléon I Bonaparte, phong 18 người (trong đó có Bernadotte) làm Thống chế Pháp. Tháng 6/1804, ông được cử làm Thống đốc Hannover. Tại nhiệm sở, tính kỷ luật và nghiêm minh của Bernadotte đã tạo nên một danh tiếng về sự độc lập, điều độ, và khả năng hành chính tuyệt vời của ông.
Năm 1805, ông đem quân đoàn Hannover hỗ trợ Hoàng đế đánh bại quân Áo của thống chế Mack von Leiberich ở trận Ulm, sau đó hỗ trợ Hoàng đế giành chiến thắng tại trận Austerlitz (2/12/1805), ông được cử làm Hoàng thân đứng đầu Pontecorvo, một huyện gần Napoli để giám sát Giáo hoàng. Trong chiến dịch chống lại nước Phổ tháng 10/1806, Bernadotte bị Hoàng đế trách phạt nặng nề vì chậm chạp khi dẫn quân ứng cứu cho đạo quân của nhà vua Pháp trong các trận Jena và Auerstadt. Ngày 17/10/1806, Bernadotte dẫn quân Pháp đánh tan quân Phổ tại Halle, truy đuổi và bắt sống tướng chỉ huy quân Phổ là Gebhard Leberecht von Blücher đầu hàng cùng 20.000 hàng binh tại trận Lübeck (5/11/1806); đánh tan quân Thụy Điển trên sông Traves, Haute-Saône và ông đã cho thả 1.000 hàng binh Thụy Điển về nước.  Những người lính Thụy Điển khi về nước đã rất ấn tượng với một câu chuyện về sự công bằng của Bernadotte trong việc duy trì trật tự trong thành phố bị chiếm đóng và đối xử với binh lính nước họ.
Sau đó, ông hành quân đến Ba Lan và đánh bại người Nga tại Mohrungen (25 tháng 1 năm 1807). Dù đánh bại quân địch, nhưng Bernadotte bị thương và không thể tham gia trận đánh kế tiếp với Hoàng đế tại trận Eylau (7 đến 8/2/1807). Việc làm đó khiến Hoàng đế mất tin tưởng ở ông và mắng nhiếc vị tướng này, cho rằng trận đánh này không phải do công của Bernadotte mà là công của Berthier ổn định trật tự quân đội mà đánh thắng. Ngay cả trận đánh cuối năm 1807 của Hoàng đế là trận Friedland ngày 14 tháng 6 năm 1807, ông không tham dự. Sau khi Hòa ước được ký kết vào tháng 7/1807, Napoléon I cử ông làm Thống đốc Lubeck (trung tâm Hanse nổi tiếng thời đó) và quản lý rất tốt. Ông cũng được lệnh Hoàng đế đem quân từ Đan Mạch đánh vào các hòn đảo ở Thụy Điển, nhưng bị thất bại do quân lương bị Tây Ban Nha (có lẽ là lính gốc Tây Ban Nha trong quân đội Napoleon) cướp sạch cùng tình trạng quân lính đào ngũ liên tục.
Hoàng đế Áo Franz II của đế quốc Áo tuyên chiến với Pháp tháng 4/1809, Napoleon I cử quân đoàn Saxon của Bernadotte đến hỗ trợ mình. Tại trận Wagram (05 - 06 tháng 7 năm 1809), bất bình trước việc tổ chức một đạo quân đông đảo nhưng thiếu trật tự và một số lý do khác nhau, Bernadotte yêu cầu và nhận được lời chia tay với Hoàng đế và đi về Paris. Mặc dù vậy, ông được Hoàng đế sử dụng vào quản lý đội vệ binh các nơi bị chiếm như Antwerp, và Bernadotte bắt đầu âm mưu chống lại Hoàng đế Napoleon I. Âm mưu bị phát giác, ông bị điều đi chỉ huy quân Pháp ở Catalonia. Từ chối mệnh lệnh của Hoàng đế, ông bị triệu tập đến Vienna và sau cuộc nói chuyện với Napoleon tại Schönbrunn, Bernadotte chấp nhận sự hiện diện của chính quyền Pháp ở các thị quốc Ý. Không lâu sau khi Bernadotte đến Ý cai trị như một viên đại diện của Pháp, ông "để ngỏ" khả năng sẽ tới Thụy Điển trong tương lai.

## Sự lựa chọn của nguyên soái Bernadotte, Thái tử Thụy Điển
Lúc bấy giờ, thái tử Thụy Điển là Karl Augustus bất ngờ qua đời vào tháng 5/1810 và con trai của cựu Quốc vương Thụy Điển bị lật đổ. Một sĩ quan thuộc phe đảo chính là Adler Chevron, được Karl XIII và Chính phủ Thụy Điển chấp thuận đã cử Fredrik Kristian của Augustenborg làm người kế vị. Để tránh nguy cơ nội loạn, chính phủ lâm thời Thụy Điển đã phải mật đàm với Napoleon về khả năng cử một nguyên soái Pháp sang ổn định trật tự vương quốc Bắc Âu này. Cuộc hội đàm diễn ra khá lâu vẫn chưa ngã ngũ, cuối cùng dưới sức ép của Pháp, Nghị viện Thụy Điển đã bầu tướng Pháp là Bernadotte làm người kế vị quốc vương Thụy Điển. Ông đồng thời sẽ phải làm Generalissimus của lực lượng vũ trang Thụy Điển cho nhà vua Thụy Điển Karl XIII. Bernadotte sang Stockholm vào đầu tháng 11, tuyên bố làm Thái tử Thụy Điển với tên mới là Karl Johan và theo Tân giáo Thụy Điển.

## Nhiếp chính Thái tử Carl Johan và các chính sách của ông
Được bầu làm Nhiếp chính - Thái tử Thụy Điển, Karl Johan có những thay đổi mạnh mẽ trong chính sách cai trị. Ông kiện toàn Hội đồng cơ mật Thụy Điển và bắt đầu điều chỉnh chính sách đối ngoại. Bị Hoàng đế Napoleon I thúc ép hỗ trợ mình trong cuộc chiến tranh chống Anh, vị nhiếp chính Thụy Điển tỏ ra không quan tâm và tập trung vào việc mua lại Na Uy từ tay vương quốc Đan Mạch-Na Uy. Bên cạnh đó, người dân Thụy Điển kiến nghị với nhiếp chính phải tái chiếm và sáp nhập vùng đất Phần Lan để mong thoát khỏi ảnh hưởng của thế lực Nga hoàng tại Bắc Âu, tuy nhiên ông đã không dám thực hiện vì sợ đụng chạm đến quyền lợi của Nga. Cuộc chiến chống lại nước Anh được biết đến như một "cuộc chiến kỳ quặc" và quan hệ thương mại được duy trì một cách bí mật. Hơn nữa, Karl Johan bắt đầu dần tiếp cận với Nga, trong khi tỷ lệ ủng hộ của Pháp dành cho ông ngày càng mờ nhạt.
Thái độ bất hợp tác của nhiếp chính Thụy Điển khiến Napoleon I nổi giận. Hoàng đế Pháp đã ra tối hậu thư ép vị nhiếp chính Thụy Điển gia nhập vào các hệ thống lục địa và tuyên chiến với Vương quốc Anh; nếu không, Thụy Điển sẽ phải đối mặt với đòn trừng phạt của Pháp, Đan Mạch và Nga. Chính sách này của Pháp giáng một đòn mạnh làm cư dân Thụy Điển khốn đốn. Bất đắc dĩ, Nhiếp chính Carl Johan đã phải tuyên chiến với Anh, trong khi hàng nhập khẩu từ Thụy Điển vào Anh giảm mạnh, từ 4,87 tỉ bảng vào năm 1810 xuống còn 523 triệu bảng trong một năm sau đó
Tháng Giêng năm 1812, quân Pháp do Napoleon chỉ huy bất ngờ tấn công vào Pomerania gần Thuỵ Điển và đảo Rugen để "cảnh cáo", đồng thời đảm bảo quân Pháp không bị bọc hậu từ phía sau. Để giảm sự phẫn nộ của Thái tử, Napoleon giả cách làm một tiệc sinh nhật ngay ngày sinh của nhiếp chính Thuỵ Điển. Hành động này của Pháp làm nhiếp chính Karl Johan cho đây là sự xúc phạm, xa hơn là Pháp đã vi phạm "luật quốc tế" - cố ý gây chiến tranh để kiềm chế đồng minh. Trước tình hình đó, Thái tử nhiếp chính tuyên bố tình trạng trung lập của Thụy Điển cũng như mở các cuộc đàm phán với Anh và Nga. Tháng 4/1812, ông quyết định ký với Nga - kẻ thù của Pháp nhằm thành lập đồng minh chống Pháp. Hai công ước liên tiếp được hai nước ký ở hai thủ đô là Saint-Peterburg của Nga và Stockholm của Thụy Điển (ngày 5 và 9/4/1812), cùng cuộc gặp ở Turku giữa Thái tử và Sa hoàng Aleksandr I của Nga, đã củng cố chắc quan hệ giữa hai nước. Nội dung hai công ước nhấn mạnh sự tham gia tích cực của Thụy Điển với Nga trong cuộc chiến chống Napoleon, đổi lại Nga sẽ bảo vệ vùng Na Uy của Thụy Điển. Cuộc mật đàm ở Turku nhấn mạnh Nga sẽ bảo vệ hoàng tộc của Karl Johan. Phiên họp bất thường của Nghị viện Thụy Điển năm 1812 đề ra giải pháp bảo vệ đất nước trước nguy cơ chiến tranh Pháp - Nga. Đồng thời, Thụy Điển ký ngay với Anh hiệp ước Örebro (18/7/1812) và các nước Phổ, Tây Ban Nha để kiến tạo liên minh chống Napoleon. Khi quân Anh không thật lòng giúp đỡ Thụy Điển tấn công Pháp và làm ông có ác cảm với người Anh. Một số nước chư hầu của Đức ly khai Napoleon và nước Phổ đồng ý viện trợ 3 vạn quân. Cuộc họp giữa Anh, Nga và Phổ ở Trachenberg ở Silesia đầu tháng 7/1812 đã nhất trí một kế hoạch chiến dịch sắp tới, mà trong đó Thái tử Thụy Điển Karl Johan sẽ chỉ huy đạo quân phía Bắc, gồm quân Thụy Điển và 95.000 liên quân Nga - Phổ.
Đứng giữa cuộc chiến giữa các nước lớn và Napoleon để lấy lại các vùng đất đã mất, Karl Johan dường như thoái chí trước việc xâm chiếm Na Uy, nhưng lại gặp khó khăn về tổ chức quân đội và chi phí cho cuộc chiến quá lớn. Trong các trận Grossbeeren (23/8/1813) và trận Dennewitz (6/9/1813), quân đồng minh của Thụy Điển là Phổ bị thất bại nặng nề, song quân Thụy Điển chỉ chiến đấu cầm chừng và chưa thật sự tham gia vào cuộc chiến. Mãi tới trận Leipzig, quân Thụy Điển mới chính thức tham gia bên "liên minh thứ sáu" do Anh cầm đầu, chiến đấu bên cạnh đồng minh và đại thắng trọn vẹn. Quân Pháp bị giết khá nhiều, bỏ chạy tán loạn, và bắt giết những người dân địa phương cản đường rút của họ. Ở phía bắc, quân của Karl Johan đánh lui quân Đan Mạch tới tận vùng Holštejn. Tại trận Bornhöved, quân Đan Mạch thất bại thảm hại và tướng chỉ huy Frederiksort đầu hàng. Ngày 14/1/1814, Thái tử Karl Johan ký Hòa ước Kiel với Đan Mạch, buộc nước này trao Na Uy cho Thụy Điển.
Người Na Uy không sẵn lòng đi theo chủ mới là Thuỵ Điển. Họ nổi dậy khởi nghĩa và tuyên bố độc lập, thông qua một hiến pháp tự do và bầu hoàng tử Đan Mạch Christian Frederick lên ngôi. Cuộc chiến tranh chớp nhoáng của Karl Johan đã nhanh chóng đánh bại quân khởi nghĩa Na Uy, nhưng thể theo đề nghị của quân khởi nghĩa và triều đình Đan Mạch, nhiếp chính Karl Johan nhượng bộ và chấp nhận Hiến pháp Na Uy. Công ước Moss ngày 14/11/1814 quyết định sáp nhập Na Uy vào Thuỵ Điển, hình thành liên minh Thuỵ Điển - Na Uy dưới sự cai trị của Quốc vương Thuỵ Điển. Vua Thuỵ Điển Karl XIII được tôn làm vua Karl II của Na Uy.

## Vua của Thụy Điển và Na Uy
Sau khi cùng các nước lớn đánh bại Napoleon I (1814 - 1815), đất nước Thuỵ Điển trở về yên bình. Thái tử Karl Johan tiếp tục chính sách đối ngoại duy trì sự cân bằng giữa các cường quốc và không tham gia vào cuộc tranh chấp diễn ra bên ngoài bán đảo Scandinavia, và ông tiếp tục củng cố thành công vương quốc của mình trong trạng thái yên bình từ năm 1814 cho đến khi băng hà.
Năm 1818, ông làm lễ đăng quang ngôi Quốc vương ở Thuỵ Điển ngày 5 tháng Hai tại thủ đô Stockholm, hiệu Karl XIV, và lên ngôi vua Na Uy ngày 7 tháng Chín tại nhà thờ Trondheim (Oslo) hiệu Karl III. Dù là vua hai nước, nhưng vì triều đình tọa lạc tại Thuỵ Điển nên nhà vua đã cử các thống đốc sang cai trị Na Uy. Tại Na Uy, ông đã tìm cách khống chế Quốc hội của nước này qua việc áp dụng "quyền phủ quyết" (veto) khi bầu cử trong khi vẫn giữ tính độc lập của Vương quốc Na Uy, nhưng không thành công; đồng thời cho phép tàu Na Uy được dùng cờ Thụy Điển trong giao dịch buôn bán với bên ngoài.
Trong thời gian trị vì 26 năm của mình, Karl XIV tiến hành một cuộc cải cách mạnh mẽ để làm bước mở đầu hình thành một Vương quốc Thụy Điển hòa bình, phát triển vững mạnh cho tới ngày nay.

### Đối nội
Về đối nội, Quốc vương Karl XIV giải quyết khá thành công vấn đề khủng hoảng nợ công Thụy Điển. Sau chiến tranh, tình trạng lạm phát kéo dài và nhiều đồng tiền "chạy ra ngoài", gây thất thoát tài chính quốc gia. Quốc vương thuyết phục thành công Nghị viện Thụy Điển thành lập "Riksgäldens sedelpressar" (Văn phòng nợ quốc gia), trong đó trích gần 70% ngân sách để trả dần vào các ngân hàng nước ngoài (khoảng 900 triệu krona), nhiều nhất là từ Pháp. Để dễ dàng cho việc chi trả chiến phí chiến tranh, Quốc vương lập ra Quỹ Goudaloup(tiếng Thụy Điển: Guadeloupefonden) gồm chủ yếu là tài sản của gia đình hoàng gia, để sử dụng. Sau khi trả xong nợ, cuộc họp của Nghị viện năm 1815 đã quyết định chính sách tài khóa của Thụy Điển. Trong hội nghị, khi các bộ trưởng của nhà vua tỏ ra chủ quan trước thắng lợi của cuộc chiến mà không có một sự hiểu biết đầy đủ về mức độ nghiêm trọng của cuộc khủng hoảng, dẫn đến thất bại để rồi bắt đầu các biện pháp để phục hồi nó. Việc này được một chuyên gia là Fredrik von Schwerin giải quyết ổn thỏa trên cơ sở áp dụng mô hình tài khóa của nước Anh. Ngân sách nhà nước được cân đối từ năm này qua năm khác trong suốt triều đại của Karl XIV. Sau khi chuẩn bạc được giới thiệu vào năm 1834, đã mở ra một thời kỳ dài của chính sách tiền tệ thành công của sự ổn định trong công việc nhà nước.
Chính sách tự do báo chí cũng là điểm tích cực của cải cách Karl Johan. Tuy nhiên, ông lại bảo thủ trong việc này khi mọi quyền quyết định đều thuộc về nhà vua mà không thông qua ý kiến của Quốc hội. Các bộ trưởng được tuyển chọn trong số thân cận của ông, bất chấp ý kiến của nghị viện. Việc này vấp phải sức kháng cự của lực lượng cấp tiến mà đại diện là là phái tự do (liberals) trong Nghị viện. Trong cuộc họp Nghị viện năm 1823, chính phủ muốn tìm kiếm một sự thay đổi mô trong kinh doanh, cho phép người dân tự do kinh doanh trên lĩnh vực công nghiệp và thương mại. Tuy nhiên, nắm các chức vụ chủ chốt vẫn là người của nhà vua. Greve Carl Henrik Anckarswärds đề cao vai trò quan trọng của phe đối lập và có ý muốn trao cho họ quyền tự do khi thảo luận với chính phủ tại Nghị viện. Cuộc họp từ 1828 - 1830 của Nghị viện cho phép thực hiện chuyển đổi ngoại tệ trong tài chính để giải quyết cuộc khủng hoảng, và nhà vua đã đồng ý.
Năm 1830, do ảnh hưởng của trào lưu cấp tiến sau cách mạng tháng Bảy của Pháp mà luồng quan điểm của "chủ nghĩa tự do" nảy nở dữ dội trong chính trị Thụy Điển. Tháng 12/1830, tờ báo cấp tiến Aftonbladet (Evening Press, Báo Buổi chiều) với Lars Johan Hierta làm chủ bút (tổng biên tập). Ngay trong ngày đầu tiên ra đời, báo cho lưu thông tới 3.000 bản. Vào những ngày cuối cùng của năm 1830, số lượng xuất bản của tờ báo này ngày càng tăng lên 7.500 bản/ngày, bán nhiều ở các quầy báo. Nhưng tin tức quan trọng thường đưa lên hàng đầu, mỗi tin theo kiểu quan trọng như vậy có tới 100.000 người Thụy Điển tìm đọc. Karl Johan mặc cảm vì nguồn gốc nước ngoài của mình và ông không thể nói được ngôn ngữ địa phương nên không chủ động khi hiệu chỉnh Hiến pháp. Ông gặp nhiều khó khăn do bất đồng ngôn ngữ khi nói chuyện với các đại diện, các cố vấn chính phủ cũng như ký văn bản công nhận một tổ chức chính phủ.....
Cuộc đấu tranh của phái bảo thủ chống lại phái tự do đang lớn mạnh đạt đến cực điểm vào cuối thập niên 1830, được đánh dấu bởi những hành động chống lại tự do báo chí và những bản án kết tội phản bội. Cụ thể, phái bảo thủ của nhà vua đã điên cuồng chống lại, cấm hành nghề báo chí đối với August von Hartmansdorff và kết án Crusenstopes vào mùa hè năm 1838 vì tội phản bội quốc gia đã làm gia tăng mâu thuẫn sâu sắc trong nội bộ chính phủ giữa phe bảo thủ của nhà vua với "chủ nghĩa cộng hòa" - hay tự do, rất được nhiều người dân Thụy Điển ủng hộ. Những hành động đàn áp này đã vấp phải sự chỉ trích mạnh mẽ của phái tự do cũng như những cuộc xuống đường biểu tình của quần chúng. Trước khí thế đấu tranh của quần chúng, đấu tranh giữa hai phe trong nội bộ triều đình giảm bớt tuy nhiên phe đối lập tìm đủ mọi cách tấn công vào phe bảo thủ của nhà vua. Cuộc đấu tranh lên cao trào khi năm 1839, những người đối lập và bất mãn với chính phủ đòi triệu tập Nghị viện vào năm sau (1840) để thuyết phục nhà vua thoái vị. Các bộ trưởng trở nên bất lực và không còn ít quyền hành nào. Vì thế, tại cuộc bầu cử tại Ủy ban cho Nghị viện đầu năm 1840, phe đối lập giành thắng lợi trước phe của nhà vua. Cuối cùng, Nghị viện của phe đối lập chiếm đa số, quyết định tiến hành cuộc "cải cách ở các bộ", nghĩa là giờ đây các bộ trưởng trở thành người đứng đầu của bộ liên quan, chịu trách nhiệm trước Nghị viện chứ không chiụa trách nhiệm trước Quốc vương nữa.
Về kinh tế, chính phủ Karl XIV có bước phát triển khá tốt. Trong nông nghiệp, nhà vua lập Học viện Nông nghiệp (1811) với nhiệm vụ tìm kiếm các loại cây trồng, vật nuôi phù hợp với điều kiện khí hậu của Thụy Điển. Các Hội nông nghiệp được xúc tiến thành lập nhiều nơi, bắt đầu từ năm 1811 với những nơi như Kronobergs, Östergötlands, Malmöhus, Västmanlands, Jönköpings, Göteborgs- och Bohus, Uppsala, Blekinge và Norrbottens. Hội nông nghiệp ở Norrbottens về sau bị giải tán năm 1824, nhưng được phục hồi trở lại từ năm 1850. Các hội nông nghiệp này có nhiệm vụ hỗ trợ lương thực, nông cụ và các cách làm nông nghiệp mới hiệu quả. Tuy nhiên, hiệu quả của cách làm mới này lại không được bao nhiêu và nạn thiếu lương thực, đói kém ngày càng trầm trọng. Thụy Điển trở thành nước xuất khẩu lương thực và vẫn như vậy trong nhiều thập kỷ mặc dù dân số cả nước tăng khoảng một phần ba, đã có một triệu người chết đói dưới thời Karl Johan vào năm 1844. Trong thời gian này, diện tích gieo cấy bằng 40 phần trăm và năng suất cây trồng bằng 53 phần trăm.
Về công nghiệp, nhà vua khuyến khích cho thương nhân vay tiền của Nhà nước để làm kinh doanh. Tuy nhiên, việc thanh toán tiền giữa người dân và ngân hàng bị gặp trở ngại do lạm phát tăng cao và tiền giấy có lẽ không đủ để cấp phát cho người dân. Hơn nữa, khủng hoảng tài chính do hậu quả của chiến tranh Napoleon đè nặng lên vai người dân và Chính phủ. Luật ngân hàng mới được Chính phủ thông qua năm 1820 cho phép thành lập các ngân hàng thương mại ở Thụy Điển để giải quyết vấn đề tài chính quốc gia. Ngân hàng đầu tiên được thành lập là Ngân hàng tiết kiệm Skånska Privatbanken ở Ystad, ra đời từ năm 1830. Sau đó, một loạt các ngân hàng thương mại do tư nhân lập ra ở các thành phố lớn của Thụy Điển. Các ngân hàng được phép phát hành tiền giấy của riêng mình, giúp doanh nghiệp có lợi nhuận có cơ hội tăng cường nguồn vốn và có thêm cơ hội để cho vay tiền. Nhu cầu tín dụng trong nước là rất lớn và đặc biệt là trong thương mại và nông nghiệp, mà còn trong các ngành công nghiệp dệt may đang nổi lên ở Norrköping. Ngoài ra, ngành công nghiệp Thụy Điển cần thêm nguồn vốn để đầu tư phát triển; nhất là ngành công nghiệp sắt đã phải nhập nguyên liệu từ Lancashire của Anh vào để chế biến với chất lượng tốt, công nghệ lò cao cũng bắt đầu phát triển. Việc sản xuất các sản phẩm từ công nghiệp sắt tăng gấp đôi từ 1840 - 1860, phần nào khôi phục lại nguồn thị trường tiêu thụ sắt của Thụy Điển bị mất từ cuối những năm 1700 và đầu thập niên 1800.
Cơ sở hạ tầng Thụy Điển trong tình trạng rất tồi tệ trước khi Karl XIV lên ngôi. Sau khi làm Quốc vương, Karl XIV quyết định cải thiện cơ sở hạ tầng của vương quốc. Các con đường được xây dựng lại và có lát sỏi để tránh những trở ngại do thời tiết gây ra. Hệ thống kênh đào cũng được nhà vừa đốc thúc xây dựng, với chi phí xây dựng là 39 triệu curon, được hoàn thành vào năm 1832. Điều này giúp cho nền kinh tế Thụy Điển vực dậy và tăng trưởng mạnh cho đến những năm đầu của năm 1900. Ngoài ra, nhà vừa xúc tiến làm cống thoát nước và nạo vét, mở rộng các cảng biển cho tàu thuyền vào đậu. Đường dây điện báo được khai mở dưới thời ông và đã kết nối với các cơ quan, thành phố trên toàn quốc, giúp khắc phục việc trước đây người dân phải chuyển tin bằng mail và thư. Thời gian chuyển rất lâu, thư chuyển từ thủ đô đến thành phố Malmo phải mất 6 ngày mới đến nơi.
Giáo dục là lĩnh vực được Quốc vương quan tâm nhiều hơn cả. Các ngôi trường được mở rất nhanh chóng ở nhiều nơi: từ 183 trường (1823) tăng lên tới 1.400 trường vào năm 1840. Nhà vua trong cuộc họp của Nghị viện đã ra đạo luật cưỡng bách giáo dục (1842) của Thụy Điển. Đạo luật quy định: mỗi người dân đều phải biết đọc, viết và đếm, và được coi là một điều kiện tiên quyết quan trọng để chuyển đổi nhanh chóng của Thụy Điển thành một nhà nước phúc lợi. Hoạt động nghiên cứu khoa học ở các trường đại học được nhà vừa khuyến khích. Quốc vương tiếp đón và trao đổi với nhà hóa học Jöns Jacob Berzelius, nhà phát minh ra cánh quạt John Ericsson. Văn hóa Thụy Điển phát triển rực rỡ với các tên tuổi lớn: Esaias Tegner, Johan Olof Wallin, Erik Gustaf Geijer, Carl Jonas Love Almqvist, Erik Johan Stagnelius, Adolf Fredrik Lindblad, Johan Fredrik Berwald, Franz Berwald và Frans Michael Franzen. Nghệ sĩ và các nhà văn hóa khác được khuyến khích phát triển học thuật với các học bổng của nhà vua.
Chăm sóc y tế được cải thiện dưới thời Karl XIV. Trước khi nhà vua lên ngôi, Thụy Điển đã chỉ được một vài bệnh viện thì đến năm 1833, con số đó đã tăng lên đến bốn mươi bênh viện với 1.800 giường bệnh. Ở các bênh viện, nhà vua cũng thúc đẩy sự phát triển của y tế bằng cách trích ngân quỹ của mình vào nguồn kinh phí của y tế quốc gia. Ngoài ra, tỷ lệ trẻ sơ sinh chết non cao cũng làm nhà vua phải xuất tiền để đào tạo các nữ hộ sinh. Kết quả là giảm tỷ lệ tử vong trẻ sơ sinh và tăng trưởng dân số nhanh chóng. Dân số gia tăng trong suốt triều đại của nhà vua, từ một triệu dân đến 3.317.000 dân vào thời kỳ nhà vua thoái vị (1844).
Chính phủ Thụy Điển cũng xúc tiến tự do hóa thương mại nước này bằng cách: gỡ bỏ lệnh cấm nhập khẩu (1823), giảm dần các thủ tục phiền phức về thu chi ngân sách và thương mại nước ngoài đã được đơn giản hóa. Năm 1834, đạo luật của Nghị viện cho phép nông dân trên cả nước được phép bán hàng hóa ra nước ngoài mà không phải đưa hàng hóa về tiêu thụ tại các nông thôn nữa (1810). Quyền cho phép các doanh nghiệp lập ra các quy chế riêng cho mình cũng được thi hành từ thời nhà vua trị vì cho đến tận 1848. Mặc dù vậy, các giao dịch thương mại vẫn thực hiện trong phạm vị nội bộ và sau khi nhà vua băng hà, người con trai lên cầm quyền đã ra 2 đạo luật năm 1846 và 1864 cho phép thương nhân Thụy Điển được tự do về thương mại.
Khoa học kỹ thuật được khuyến khích dưới thời Karl XIV. Thụy Điển lập thành công một cửa hàng máy tính đầu tiên ở Stockholm, tàu hơi nước của Samuel Owen và "ångtröskverk" (tiếng Thụy Điển, nghĩa là máy đập lúa bằng hơi nước) và một số thành tựu nghiên cứu khoa học khác. Nhờ vậy mà nhiều ngành công nghiệp Thụy Điển rất phát triển - mạnh nhất là ngành dệt may, ngành khai mỏ và ngành công nghiệp gỗ, vốn phát triển mạnh ở vùng phía bắc đất nước. Với công nghiệp may vốn cần nhiều thiết bị kỹ thuật, nhà vua trả tiền học bổng cho những thanh niên có thể nghiên cứu các công nghệ mới ở nước ngoài để sau đó có thể mang nó về nhà giúp ích nước nhà Thụy Điển.
Trong nền chính trị, nhà vua tỏ ra bảo thủ. Ông cho tay chân vào tham gia nội các, trả lương cao cho những người này và điều đó làm nhiều người - nhất là phái tự do, bất mãn với vữa. Tuy vậy, ông cũng tạo được nền dân chủ mới cho Thụy Điển bằng cách khuyến khích lập các Hội và Câu lạc bộ. Các Hội này được nhà vua bảo trợ về tiền bạc, tài sản. Một số Hội, Câu lạc bộ dần dần phát triển thành các cơ quan như Cơ quan quốc gia và Hội đồng quốc gia. Lần đầu tiên, phụ nữ có quyền ngang với nam giới khi được chính phủ cho phép lập hội, được có cơ hội tích cực tham gia các cuộc thảo luận về thiết kế của xã hội trong tương lai.
Với các địa phương, nhà vừa tạo điều kiện cho người dân có quyền bầu cử các cơ quan chính quyền ở nơi mình sinh sống. Nhà vua cho phép các giáo dân ở các giáo xứ Công giáo được bầu lãnh đạo cho giáo xứ. Cụ thể, năm 1843, một giáo xứ ở địa phương đã bầu cử để cử người vào Hội đồng thành phố. Hội nghị giáo xứ (tiếng Thụy Điển: Sockenstämma) được tổ chức đầu tiên vào năm 1817 thời nhiếp chính Karl, nhằm bầu cử các cha xứ, giám mục tham gia chính quyền, đồng thời còn kiêm nhiệm vụ chăm sóc giáo xứ và cứu trợ người nghèo. Hội nghị này cũng đề nghị đưa luật giáo xứ vào áp dụng tại Thụy Điển. Các cuộc hội nghị giáo xứ tiếp theo và sau đó là cuộc cải cách thành phố năm 1862 của chính phủ đã buộc giáo xứ phải thay đổi cuộc họp, nội dung họp cho phù hợp. Nhiều cuộc họp quyết định cha xứ sẽ là chủ tịch của thành phố nếu được bầu, nhưng về sau thì bị chững lại và cuối cùng được thực hiện đầy đủ ở nước này từ năm 1921 trở đi
Karl Johan đi một mình ở Thụy Điển để tìm kiếm những người tài giỏi vào giúp chính quyền. Trên nhiều chuyến đi của ông trên khắp đất nước, ông đã tìm kiếm, luôn luôn tìm kiếm những người tài năng để tham gia vào xây dựng đất nước. Ông cũng thực hiện nhiều biện pháp để đãi ngộ người tài, thưởng xứng đáng nếu họ có nỗ lực và làm việc tốt.
Những nỗ lực của ông đã đưa tới kết quả đáng khích lệ: GDP tăng 60% và gia tăng bình quân đầu người là 17%/người. Lý do cho sự phát triển này là dân số Thụy Điển tăng nhanh gấp 3 lần, hòa bình của đất nước và phát triển kinh tế giúp Karl XIV và các vua kế nhiệm xây dựng một xã hội phúc lợi cho nước Thụy Điển hiện đại.

### Đối ngoại
Quốc vương Karl XIV của Thụy Điển thực hiện chính sách đối ngoại hòa bình, không xung đột nhiều với các quốc gia lân cận. Với vùng đất Na Uy đã chiếm được từ tay Đan Mạch sau Hiệp ước Kiel 1813, nhà vừa xúc tiến đàm phán với vua Đan Mạch về vấn đề này và cũng như tìm cách giải quyết nhanh gọn vấn đề bồi thường chiến phí cho Đan Mạch. Cuộc đàm phán giữa quốc vương hai nước kéo dài mà không ra quyết định cuối cùng về số phận của Na Uy. Cuối cùng, hội nghị Aechen giữa các nước quyết định Na Uy sẽ được nhập vào Thụy Điển. Không muốn làm mất lòng hay có rắc rối với Đan Mạch, Quốc vương Karl XIV đã nhờ người Anh làm trung gian hòa giải để rồi ký với Đan Mạch một hòa ước vào ngày 1/9/1819, theo đó tiền bồi thường chiến phí sẽ là 7 triệu curon đã được giảm xuống còn 3 triệu sẽ được trả dần trong 10 năm. Khi Quốc hội Na Uy muốn Thụy Điển giải quyết các khoản chiến phí phát sinh sau cuộc chiến, nhà vua Thụy Điển de dọa sẽ cho Đan Mạch quay trở lại và từ chối trả lời về khoản chiến phí của Quốc hội Na Uy, cuối cùng Na Uy đã phải chấp nhận thực tế đó.
Một vấn đề khá nan giải của Quốc vương Karl XIV với các nước, đó là vấn đề ngoại thương. Để trả ơn nước Ạnh trong việc trung gian giải quyết vấn đề Na Uy, nhà vua quyết định bán các tàu buôn cho các thương buôn người Anh (1820) - nhưng thực tế thì bán cho nước Mỹ và các thuộc địa của người Tây Ban Nha ở châu Mỹ. Việc này của Thụy Điển làm Sa hoàng Nga nổi giận - Nga đòi gây chiến tranh với Thuỵ Điển. Trước sự đe dọa của Nga, Thụy Điển buộc phải đình chỉ việc buôn bán này. Trong nội bộ chính phủ, quốc vương gặp khó khăn và mâu thuẫn với các bộ trưởng và các hợp đồng buôn bán tàu với Anh và Tây Ban Nha bị vỡ gây thất thoát cho ngân sách quốc gia.
Một chính sách mà Karl XIV áp dụng tài tình là chính sách trung lập. Trước cuộc xung đột có thể xảy ra giữa Anh và Nga, nhà vua tuyên bố Thụy Điển trung lập với các nước lớn. Tình bạn giữa Karl Johan và Alexander I đã duy trì bền vững gần như cho đến khi ông qua đời vào năm 1825 và người kế nhiệm của ông là Nikolai I của Nga cho thấy nói chung ít nhiều sự lịch sự của Karl Johan (ví dụ thông qua chuyến thăm cá nhân bất ngờ của nhà vua vào tháng 6 năm 1838 sang Nga). Trong Chiến tranh Ba Lan (1830-1831), phe đối lập bày tỏ sự nghi ngờ trước chính sách thân Nga của nhà vua nhưng không ngăn cản được các sự việc xảy ra tiếp sau đó ở Na Uy. Năm 1824 đã có một cuộc tranh chấp biên giới giữa Na Uy và Nga, nhưng sau đó được vua Thụy Điển giải quyết êm đẹp và giữ vững mối quan hệ tốt với Nga dưới thời Sa hoàng kế nhiệm Nicholas I.

## Những năm cuối đời
Thời gian kết thúc cuộc họp của Nghị viên năm 1840 cũng là thời gian nhà vua Karl XIV đã thọ 80 tuổi. Vào thời điểm đó, đất nước Thụy Điển đã là một quốc gia phát triển mạnh về kinh tế: nợ nước ngoài thấp, nông nghiệp có ngũ cốc tăng gấp đôi so với công nghiệp, thuế khoá được điều chỉnh phù hợp; hệ thống giáo dục phát triển mạnh từ 1841 - 1846.
Nhà vua Karl XIV không bao giờ học nói tiếng Thụy Điển, và do đó luôn luôn tiến hành các cuộc thảo luận của Chính phủ bằng tiếng Pháp. Karl được chỉ dẫn vào thư viện PA Wallmark để học tiếng bản ngữ, nhưng ông cũng không thực hiện được trong thời gian ngắn.
Ông bị bệnh hoại tử ở chân và không thể đi lại từ tháng 1/1844 lúc 6 giờ sáng. Ngày 5/3/1844, một cơn đột quỵ đã khiến ông phải nằm tại chỗ; qua đời lúc 15 h 30' ngày 8/3/1844. Trước lúc lâm chung, ông tuyên bố truyền ngôi cho con trai duy nhất là Thái tử Oscar.